# Casio G-Shock

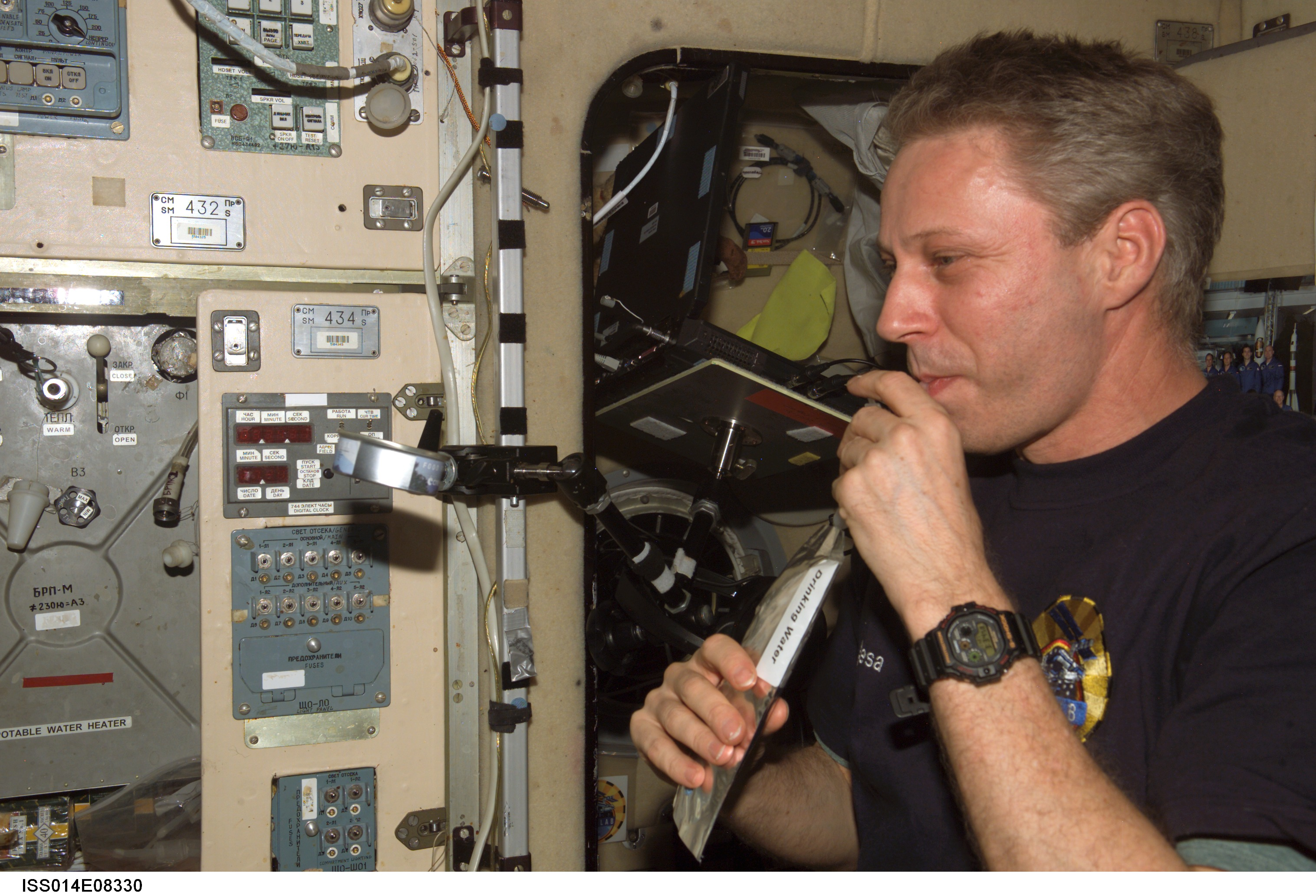
Astronaut Thomas Reiter mit einer G-Shock DW-5900 auf der Raumstation ISS

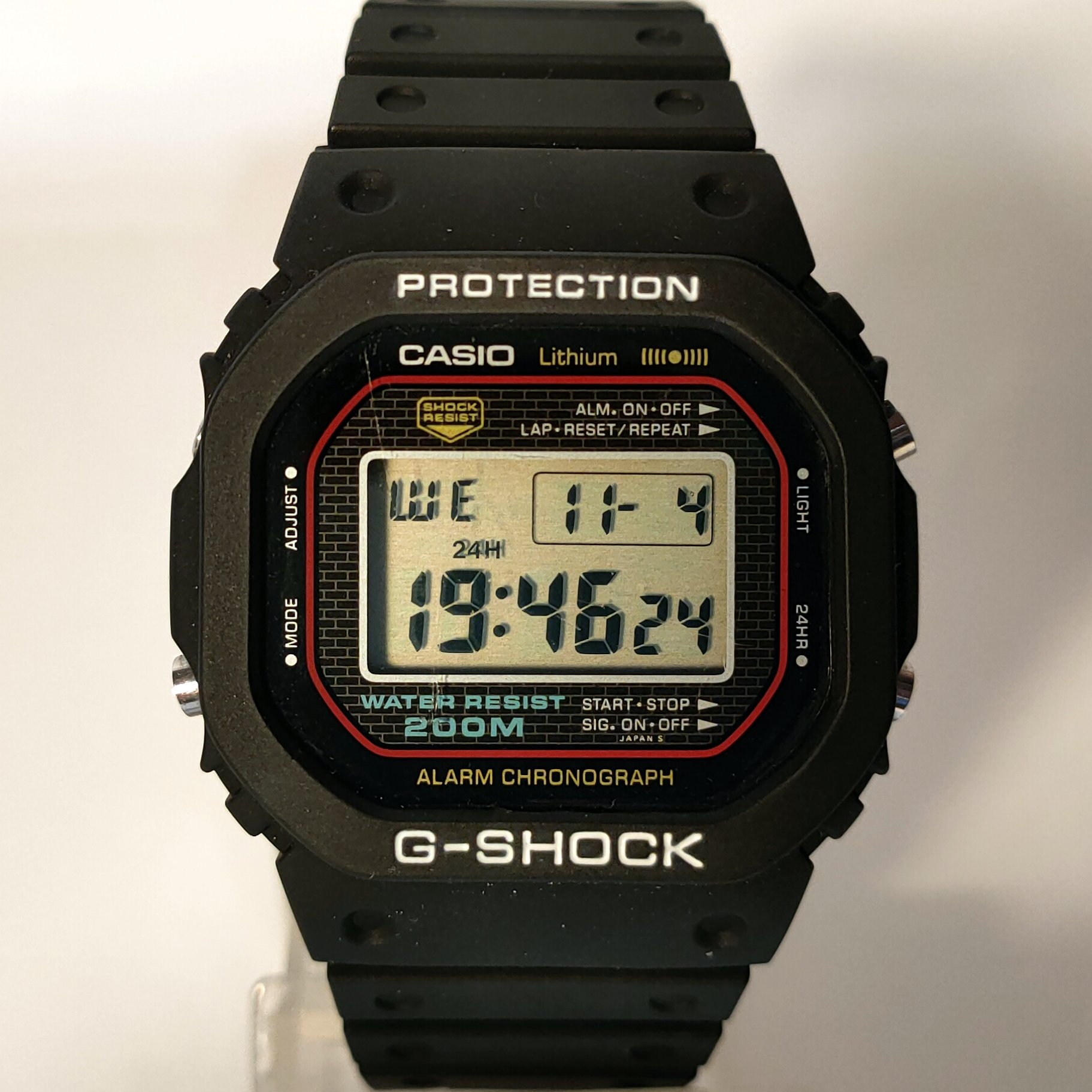
Erste Casio G-Shock DW-5000C, Modul 240 von 1983

G-Shock (Akronym: Gravitational-Schock; Schwerkraftstoß oder -aufprall) ist eine Uhrenmarke vom japanischen Technologieunternehmen Casio und besteht seit dem Jahr 1983 aus Armbanduhren, die durch ihre Konstruktion besonders robust gegenüber Erschütterungen jeglicher Art sind.

## Entstehungsgeschichte der G-Shock
1981 wurde der Maschinenbauingenieur Kikuo Ibe von der damaligen Casio-Geschäftsführung beauftragt, ein Projektteam zu bilden, um eine Digitaluhr zu konstruieren, die auf dem Triple-10-Konzept beruht. Casio wollte mit dem Triple-10-Konzept eine neue Digitaluhr auf den Markt bringen, die zu einem Verkaufspreis von unter 50 US-Dollar folgende Eigenschaften aufweist: 
- Batterielebensdauer von mindestens 10 Jahren
- Wasserdichtigkeit bis 10 Bar Wasserdruck
- Stoßfestigkeit aus 10 Metern Fallhöhe

Diese drei Kerneigenschaften sollte eine G-Shock Anfang der 1980er Jahre haben. Diverse Testuhren wurden zwei Jahre lang geprüft und extremsten Materialbelastungen unterzogen, stellten Kikuo Ibe jedoch nicht zufrieden. Die damalige Quarztechnik von Casio war so empfindlich, dass die meisten Prototypen die Forschungsphase nicht überstanden. Zu dieser Zeit beobachtete Ibe, in einer Mittagspause, Kinder beim Spielen mit einem Gummiball im Stadtpark von Shibuya (Tokio) und erkannte:

„Das Innere eines springenden Gummiballs bleibt von der Stoßwirkung völlig unberührt.“

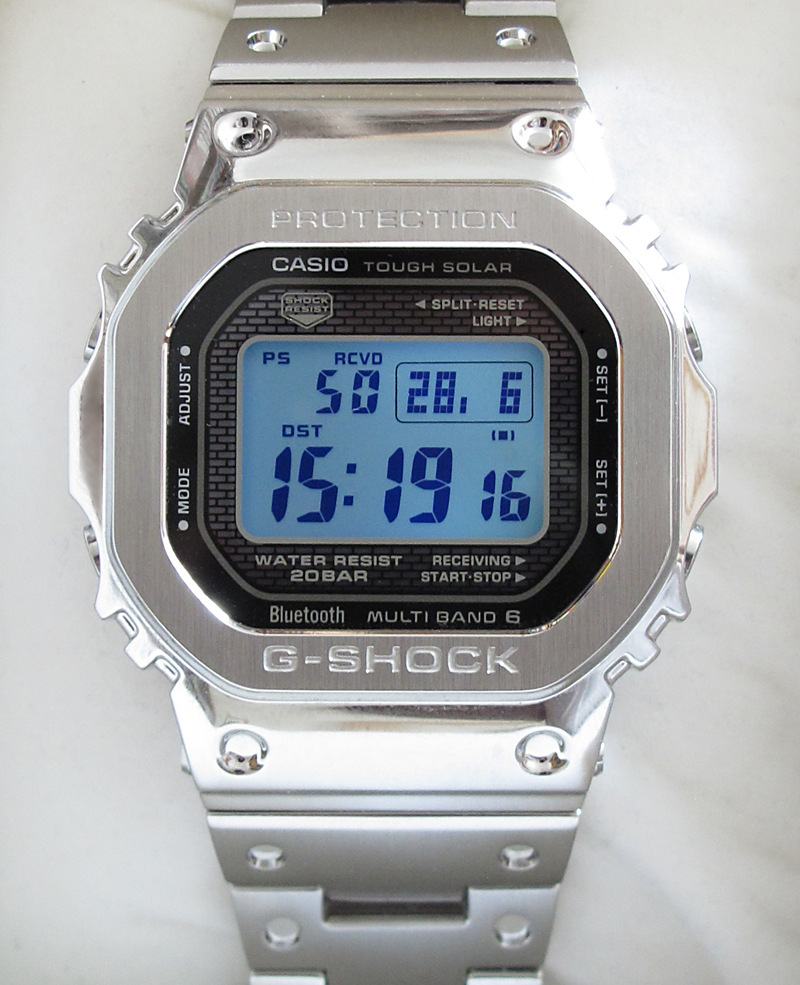
Casio G-Shock GMW-B5000D-1ER Edelstahl

Diese Beobachtung führte dazu, dass Kikuo Ibe eine Armbanduhr mit hohler Konstruktion entwickelte, bei der das Digitalwerk im Inneren der Uhr nahezu schwebend gelagert ist. Dieser Prototyp hat alle Testreihen überstanden und wurde von der Casio-Geschäftsführung unter der Modellbezeichnung DW-5000C für die Massenproduktion freigegeben. Im April 1983 kam mit dem Modell DW-5000C die allererste G-Shock von Casio auf den Markt und wurde für 49,99 US-Dollar angeboten. Die ersten G-Shock-Modelle waren alle quadratisch und hatten abgeschrägte Ecken (Square Bezels). Der Schraubdeckel (Screwback) war, wie bei den heutigen Modellen auch, aus rostfreiem Edelstahl und zu 100 % wasserundurchlässig. Die Anschlüsse am Gehäuse waren noch 18 mm breit, heute beträgt die Breite 16 mm.
Im Jahr 2017 gab Casio in einer offiziellen Pressemitteilung bekannt, dass im Monat August 2017 die 100.000.000 G-Shock-Armbanduhr produziert wurde. Damit ist Casio nach eigenen Angaben Marktführer für Outdoor-Uhren.

## Funktionen

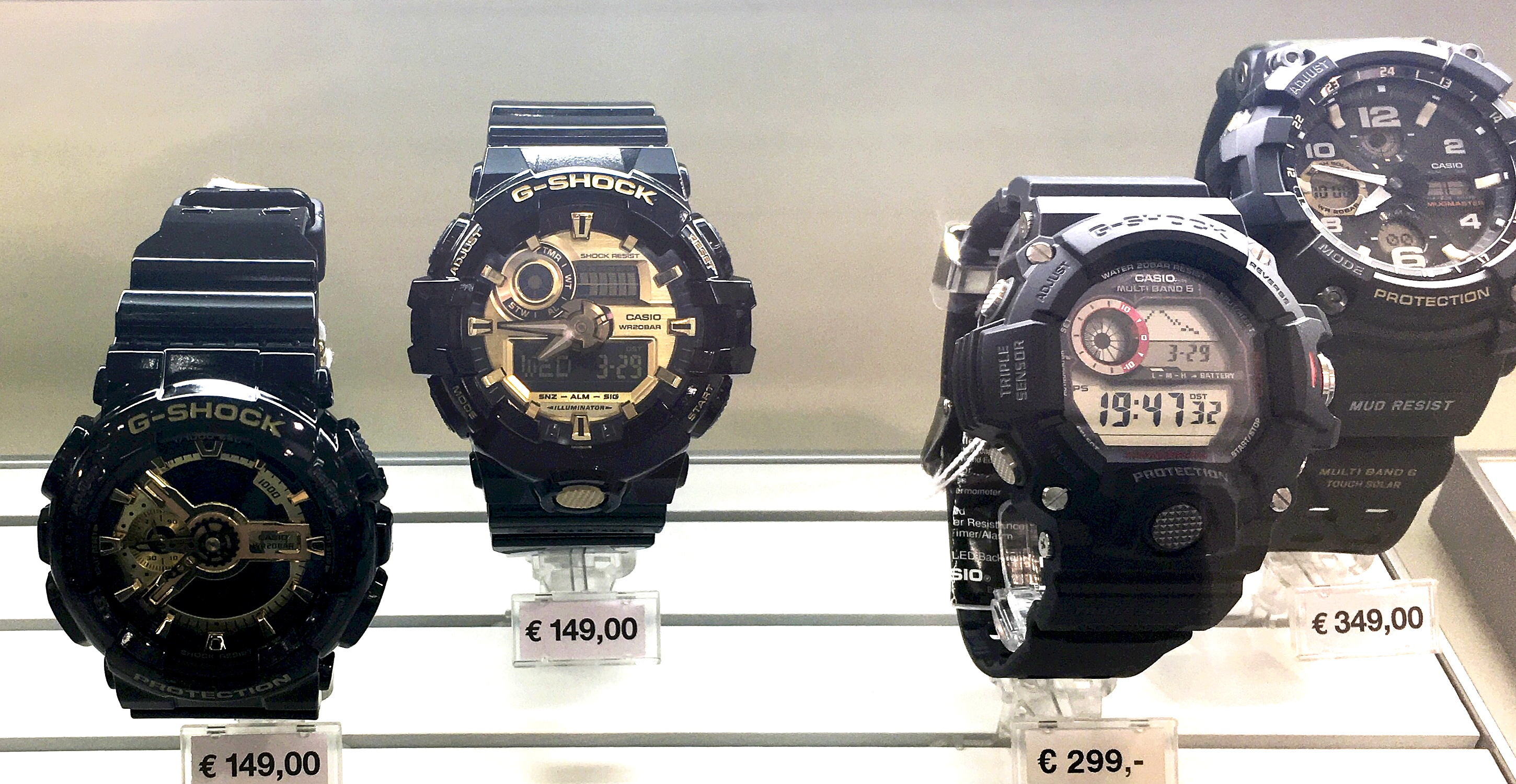
Verschiedene analog-digitale und digitale G-Shock-Modelle in der Auslage eines Geschäfts in Deutschland (2023). Die Euro-Preise von 149 bis 349 zeigen die große Preisdifferenz zwischen verschiedenen Modellen.

Neben der reinen Zeitanzeige weisen die Uhren mehrere Standardfunktionen auf, die in jeder G-Shock vorhanden sind. Typischerweise sind dies: 
- Vollautomatische Kalenderanzeige (vorprogrammiert bis einschließlich 31. Dezember 2099)
- Weckfunktion
- Stoppuhr
- Countdown
- Weltzeit für 29 verschiedene Zeitzonen

Einige G-Shock-Modelle zeigen zusätzlich die Mondphase, den Stand der Gezeiten und die jeweilige Sommer oder Winterzeit automatisch an. Diverse G-Shock-Uhren verfügen auch über einen Digitalkompass, Höhen- und Luftdruckmesser, sowie über eine Temperaturanzeige. Weitere Modellbesonderheiten sind die Stromversorgung durch Solarzellen sowie der Empfang von Funk und/oder GPS-Signalen. Die hohe Widerstandsfähigkeit gegenüber Umwelteinflüssen wie z. B. Hitze, Kälte, Schweiß und Staub, hat die G-Shock heute zur beliebten Outdoor-Uhr für Freizeitaktivitäten gemacht.
Alle G-Shocks von Casio sind bis in einer Tiefe von 200 Metern wasserdicht. Die Uhren sind bis 20 bar geprüft, was dem Druck einer angenommenen Wassersäule von 200 Metern entspricht. Uhren dieser Gruppe sind beispielsweise zum geräteunabhängigen Apnoetauchen geeignet.

## Baby-G
Abgeleitet von den Modellen der G-Shock-Kollektion hat Casio die Modellreihe Baby-G entwickelt. Die Funktionen ähneln denen der G-Shock, die Zielgruppe sind vor allem Frauen.